# Izquierda Ecologista Popular Animalista y Humanista
Izquierda Ecologista Popular Animalista y Humanista es una coalición política chilena formada por los partidos Igualdad y Humanista, colectividades de izquierda disidentes del oficialismo encabezado por Gabriel Boric. Participó en las elecciones municipales y regionales de 2024 con el nombre de Izquierda Ecologista Popular.

## Antecedentes
Tras las elecciones parlamentarias de 2021, los partidos de Dignidad Ahora, Humanista e Igualdad, no lograron cumplir los requisitos necesarios para mantener a las colectividades constituidas, por lo que fueron disueltas. Tras esto, ninguno de los alcaldes o diputados elegidos por estos partidos regresaron a los partidos luego que recuperaran la legalidad, por lo que quedaron sin representación parlamentaria ni alcaldicia. 
Luego de recuperar su registro como partidos políticos, para el plebiscito constitucional de Chile de 2023, el Partido Humanista e Igualdad participaron en la campaña de la opción «En Contra», apareciendo en la franja electoral bajo el nombre "Por Chile vota en contra". Del mismo modo, el Partido Popular, Partido Alianza Verde Popular y Patria Progresista también inscribieron en comando "Unidad Ciudadana: Chile contra los abusos" para hacer campaña por la opción «En Contra».

## Lanzamiento
Para concurrir a las elecciones municipales y regionales de octubre del 2024, los partidos Humanista, Igualdad y Popular, junto al Partido Comunista Chileno (Acción Proletaria) y el Partido del Trabajo (los 2 últimos no legalizados ante el Servicio Electoral), conformaron la coalición Izquierda Ecologista Popular, la cual fue presentada frente al Museo Nacional de Bellas Artes el 20 de julio de 2024.
La meta de los dirigentes de los partidos que conforman la coalición era la de alcanzar alrededor del 10% del electorado, trabajando con el criterio de llegar a gente que nunca ha votado y evitando que se vayan votos hacia la extrema derecha. Finalmente, en esos comicios, la coalición solo obtendría un Consejero regional y dieciséis concejales.
El 25 de julio de 2025, la coalición volvía a lanzarse, esta vez frente al Monumento a Salvador Allende, para las elecciones parlamentarias de 2025, conformada por los partidos Humanista, Igualdad, Popular, y el Partido Alianza Verde Popular (quién compitió en solitario en las elecciones locales), pero sin la presencia del PC(AP). El 13 de agosto de 2025 los partidos Humanistas e Igualdad inscribieron el pacto Izquierda Ecologista Popular Animalista y Humanista para las elecciones parlamentarias de noviembre de ese año. La coalición no incluyó al Partido Popular y a Partido Alianza Verde Popular, que iniciaron las conversaciones para formar una lista propia de izquierda con la Federación Regionalista Verde Social y Acción Humanista.

#### Principios ideológicos y objetivos
La declaración establece una crítica fundamental al sistema económico, aspirando a un Chile "libre de explotación, pobreza, humillación e injusticias". El texto aboga por un orden social donde "los pueblos y la clase trabajadora, en pleno ejercicio de su soberanía, conduzca los destinos del país". Este proyecto tiene como objetivo final la consecución de una "revolución social, basada en la democracia radical y participativa".[cita requerida]
La alianza manifiesta su apoyo a una serie de causas y movimientos sociales, entre los que destacan:
- La lucha de la "clase trabajadora por ser libres de la explotación y abuso capitalista".
- La recuperación de los bienes naturales comunes.
- Una "perspectiva feminista popular y anti-patriarcal", incluyendo la garantía de derechos sexuales y reproductivos.
- La defensa del medio ambiente, la justicia climática y ecológica.
- La autodeterminación de los pueblos originarios.
- Los derechos de los animales.
- La lucha por la vivienda digna y el derecho a la ciudad.
- La defensa de los Derechos Humanos y la memoria histórica.

En el ámbito internacional, la declaración expresa su "plena solidaridad con el pueblo palestino" y su rechazo a la "agresión imperialista" y la "violencia neocolonialista".

## Composición

### Miembros actuales
La coalición está conformada por los siguientes partidos:
| Partido           | Presidente    |
| ----------------- | ------------- |
| Partido Humanista | Claudio Ojeda |
| Partido Igualdad  | Iván Carrasco |

Además, hacen parte los siguientes movimientos, los cuales no están inscritos legalmente ante el Servicio Electoral:
- Izquierda Libertaria
- Movimiento Democrático Popular

### Miembros anteriores
- Partido Popular
- Partido Alianza Verde Popular

## Resultados electorales

### Elecciones de gobernadores regionales
| Elección | Primera vuelta | Primera vuelta  | Segunda vuelta | Segunda vuelta | Gobernaciones |
| Elección | Votos          | % de votos      | Votos          | % de votos     | Gobernaciones |
| -------- | -------------- | --------------- | -------------- | -------------- | ------------- |
| 2024     | 464 321        | \| \| 4,30 % \| | -              | -              | 0/16          |
|          | 4,30 %         |                 |                |                |               |

### Elecciones de consejeros regionales
| Elección | Votos   | % de votos      | Escaños |
| -------- | ------- | --------------- | ------- |
| 2024     | 256 008 | \| \| 2,63 % \| | 1/302   |
|          | 2,63 %  |                 |         |

### Elecciones municipales
|  | 0,98 % |

|  | 2,51 % |